# Dặm trên giờ
Dặm trên giờ là cách đọc tương đương của người Việt đối với câu tiếng Anh miles per hour, có ý nghĩa như là một đại lượng đo vận tốc. Nó biểu diễn số lượng dặm quốc tế đi được trong một giờ. Cách viết tắt phổ biến ngày nay là mph, hay mi/h, sử dụng quy ước của SI để biểu diễn các đơn vị dẫn xuất, đôi khi cũng được sử dụng, đặc biệt là ở Mỹ. Đơn vị chuẩn của SI để đo vận tốc là m/s, hay km/h thông thường cũng được sử dụng để thay thế cho mph. 
1 mph tương đương với:
- 0,44704 m/s, đơn vị SI dẫn xuất
- 1,609344 km/h
- 22/15 =1,4667 ft/s
- khoảng 0,868976 hải lý trên giờ

Dặm trên giờ là một đơn vị sử dụng cho vận tốc giới hạn trên đường ở Mỹ và Vương quốc Liên hiệp Anh và Bắc Ireland.

## Các ví dụ về vận tốc trong mph
| 3 mph           | vận tốc người đi bộ                                                          |
| 15 mph          | vận tốc xe đạp                                                               |
| 23 mph          | Vận tốc cao nhất của người chạy. (34 ft/s)                                   |
| 30 mph          | vận tốc giới hạn trong khu dân cư Vận tốc tối đa của chó hoặc mèo đang chạy. |
| 50–60 mph       | Vận tốc giới hạn trên các trục đường chính Vận tốc tối đa của linh dương     |
| 70 mph          | Vận tốc trên đường cao tốc hay các xa lộ Vận tốc tối đa của báo gêpa         |
| 180 mph         | Xe lửa cao tốc                                                               |
| 625 mph         | Vận tốc máy bay chở khách                                                    |
| 761 mph         | Xấp xỉ vận tốc âm thanh (ở mực nước biển)                                    |
| 763 mph         | Kỷ lục thế giới về vận tốc đường bộ                                          |
| 16.250 mph      | Vận tốc tàu vũ trụ khi trở về.                                               |
| 25.200 mph      | Vận tốc vũ trụ cấp 1 của Trái Đất                                            |
| 670.616.629 mph | Vận tốc ánh sáng                                                             |